# Smyrnium aegopodioides
Smyrnium aegopodioides är en flockblommig växtart som beskrevs av Carl Sigismund Kunth. Smyrnium aegopodioides ingår i släktet vinglokor, och familjen flockblommiga växter. Inga underarter finns listade i Catalogue of Life.